# Салават-совхоз
Салава́т-совхоз (рос. Салават-совхоз, башк. Салауат совхозы) — хутір у складі Абзеліловського району Башкортостану, Росія. Входить до складу Бурангуловської сільської ради.
Населення — 1 особа (2010; 2 в 2002).
Національний склад:
- башкири — 100%